# Stegophiura carinata
Stegophiura carinata är en ormstjärneart som beskrevs av Alexander Michailovitsch Djakonov 1954. Stegophiura carinata ingår i släktet Stegophiura och familjen fransormstjärnor. Inga underarter finns listade i Catalogue of Life.